# Чокаков, Сартык
Сартык Чокаков (каз. Шоқақов Сартық; 1888 год, село Орловка — дата смерти неизвестна) — старший табунщик колхоза «Пограничник» Маркакольского района Восточно-Казахстанской области, Казахская ССР. Герой Социалистического Труда (1948).
Родился в 1888 году в крестьянской семье в селе Орловка (сегодня — Шаганатты Куршимского района). В 1930 году вступил в колхоз «Пограничник» Маркакольского района. Трудился табунщиком, позднее был назначен старшим табунщиком.
В 1947 году бригада Сартыка Чокакова вырастила 59 жеребят от 59 кобыл. За получение высокой продуктивности животноводства в 1947 году при выполнении колхозом обязательных поставок сельскохозяйственных продуктов и плана развития животноводства удостоен звания Героя Социалистического Труда указом Президиума Верховного Совета СССР от 23 июля 1948 года с вручением ордена Ленина и золотой медали «Серп и Молот».
С 1957 года — рабочий мясомолочного совхоза «Кабинский».
После выхода на пенсию в 1958 году проживал в Маркакольском районе.
Дата смерти неизвестна.